# Еводия
Еводията (Euodia) e дърво от семейство Седефчеви.
Дървото е медоносно. Понася добре както сушата и високите температури, така и студа. Еводията цъфти от края на юни до средата на октомври, като най-изобилния период на цъфтеж е от края на юли до средата на септември. Точно това е и времето за подновяване на пчелните люпила, а отделянето на нектар и прашец от другите растения не е толкова интензивно, както през пролетта. По тази причина еводията е незаменима за пчелите. Нектара на 3 цвята стига за една пчела. Растението предпочита суха почва и слънце.

## Видове
- Euodia accedens
- Euodia acronychioides
- Euodia alata
- Euodia angustior
- Euodia arborescens
- Euodia bakeriana
- Euodia bonwickii
- Euodia elleryana
- Euodia hortensis J.R.Forst. & G.Forst.
- Euodia hupehensis
- Euodia hylandii
- Euodia lunuankenda
- Euodia macrocarpa
- Euodia pubifolia
- Euodia robusta
- Euodia ruticarpa (A.Juss.) Benth.
- Euodia schullei Warb.
- Euodia simplicifolia
- Euodia vitiflora